# Antonio Denti
Antonio Denti (Parma, 29 novembre 1990) è un rugbista a 15 italiano, attivo nel ruolo di pilone del Viadana in TOP10.

## Biografia
Nativo di Parma, iniziò a praticare la disciplina del rugby all'età di 15 anni, formandosi rugbisticamente nel Viadana.
Dopo essere stato membro nell'Accademia nazionale FIR “Ivan Francescato” nel 2008-09, esordì nel Super 10 col Viadana, disputando la stagione successiva con il GranDucato.
Dal 2007 al 2010 venne selezionato nella nazionale Under-18 e in quella Under-20, prendendo parte agli Europei FIRA Under-18, ai Sei Nazioni di categoria, al Campionato mondiale 2009 e al Trofeo mondiale 2010 vinto dall'Italia.
Nel 2011 esordì nella franchigia degli Aironi in Pro12, facendo due apparizioni nel corso della stagione regolare.
Dal 2012 milita tra le file del Viadana insieme al fratello Andrea.

## Palmarès
- Trofei Eccellenza : 3
Viadana: 2012-13, 2015-16, 2016-17